# Джафарханова, Роза Гейдар кызы
Джафарханова Роза Гейдар кызы (23 февраля 1927, Ордубад, Нахичеванская АССР — 18 мая 2010, Нахичевань) — азербайджанская актриса, Народный артистка Азербайджанской Республики (2000), персональный стипендиат Президента Азербайджанской Республики.

## Жизнь и деятельность
Роза Джафарханова родилась в Ордубадском районе. Выступала в драматическом кружке с четырнадцати лет. После окончания средней школы её взяли актрисой в только что открывшийся Государственный драматический театр (закрыт в начале 1949 года) в Ордубаде. В этом театре актриса играла роли оперетты Узеир-бека Гаджибекова «Аршин мал алан» (Ася), «Не та, так эта» (Гюльназ), «Муж и жена» (Миннат-ханум), «Вагиф» Самада Вургуна (Гюльнар), «Абдулла Шаиг» Ватан" (Гёзяль), сыграла в «Фархаде и Ширин» Самеда Вургуна (Ширин), Сулеймана Сани Ахундова «Любовь и месть» (Гамар). Роза Джафарханова работала в Нахичеванском театре с октября 1948 года.
Она была женой народного артиста Акпера Кардашбекова.

## Награды
- Заслуженная артистка Нахичеванской АССР — 1945 г.
- Заслуженная артистка Азербайджанской ССР — 15 ноября 1984 г.
- Народная артистка Азербайджана — 28 октября 2000 г.
- Персональный стипендиат Президента Азербайджанской Республики — 2002 г.[1]

## Роли в театре
Актриса исполнила более двухсот лирических, драматических и комических ролей:
- Пяри («Сказочная ведьма», Абдуррагим-бек Ахвердиев)
- Йетяр («Хаджи Гамбар», Наджаф-бек Везиров)
- Джавахир («Накам гыз», Александр Ширванзаде)
- Мать («Астана», Александр Дударев)
- Хяйат («Жизнь», Мирза Ибрагимов)
- Пяри, Сусанна, Дильбар, Ситара, Сона, Солмаз, Гуд («Бледные цветы», «Айдын», «Севиль», «Насреддин Шах», «В 1905 году», «Огненная невеста» и «Алмаз», Джафар Джаббарлы)
- Кабато («Ханума», Авксентий Цагарели)
- Захра, китаянка («Шейх Санан» и «Саявуш», Гусейн Джавид)
- Пяри («Отец девочки», Афган Аскеров)
- Ирада («Окулист», Ислам Сафарли)
- Правитель («Поход Помпеи на Кавказ», Нариман Гасанзаде)
- Санам, Хала («Мешади Ибад» и «Аршин Мал Алан», Узеир-бек Гаджибеков)
- Зулейха («Улдуз», Сабит Рахман и Сулейман Алескеров)
- Сяльби («Невеста за пять манатов» Мамед Саид Ордубади и Саид Рустамов)
- Шола Ханум («Мы справимся сами», Шихали Гурбанов и Сулейман Алескеров)

## Фильмография
- Бремя судьбы (фильм, 1997)